# Critérium du Dauphiné libéré 1962
La 16e édition du Critérium du Dauphiné libéré a eu lieu du 28 mai au 3 juin 1962. Elle a été remportée par le Français Raymond Mastrotto. Il devance au classement général Hans Junkermann et Raymond Poulidor.	

## Classement général final
| Rang | Vainqueur               | Équipe | Pays      | Temps           |
| ---- | ----------------------- | ------ | --------- | --------------- |
| 1er  | Raymond Mastrotto       |        | France    | 41 h 22 min 4 s |
| 2e   | Hans Junkermann         |        | Allemagne | 43 s            |
| 3e   | Raymond Poulidor        |        | France    | 1 min 33 s      |
| 4e   | Federico Bahamontes     |        | Espagne   | 9 min 5 s       |
| 5e   | Jean-Claude Lebaube     |        | France    | 9 min 26 s      |
| 6e   | Jean Dotto              |        | France    | 12 min 44 s     |
| 7e   | Dick Enthoven           |        | Pays-Bas  | 14 min 17 s     |
| 8e   | José Bernárdez          |        | Espagne   | 14 min 29 s     |
| 9e   | Antonio Gomez del Moral |        | Espagne   | 16 min          |
| 10e  | Juan Campillo           |        | Belgique  | 16 min          |

## Les étapes
| Étape      | Date   | Villes étapes                | type | Distance (km) | Vainqueur d'étape | Leader du classement général |
| ---------- | ------ | ---------------------------- | ---- | ------------- | ----------------- | ---------------------------- |
| 1re étape  | 28 mai | Chamonix-Mont-Blanc – Annecy |      | 217           | Giuseppe Zorzi    | Giuseppe Zorzi               |
| 2e étape   | 29 mai | Annecy – Bourg-en-Bresse     |      | 196           | Henri Duez        | Henri Duez                   |
| 3e a étape | 30 mai | Bourg-en-Bresse – Lyon       |      | 105           | Julien Gekière    | Jean-Claude Lebaube          |
| 3e b étape | 30 mai | Lyon – Tournon               |      | 112           | André Darrigade   | Jean-Claude Lebaube          |
| 4e étape   | 31 mai | Tain-l'Hermitage – Chambéry  |      | 194           | Julio Jiménez     | Jean-Claude Lebaube          |
| 5e étape   | 1 juin | Gap – Gap                    |      | 214           | Hans Junkermann   | Raymond Mastrotto            |
| 6e a étape | 2 juin | Gap – Orange                 |      | 149           | Rolf Wolfshohl    | Raymond Mastrotto            |
| 6e b étape | 2 juin | Orange – Orange              |      | 42            | Joseph Velly      | Raymond Mastrotto            |
| 7e étape   | 3 juin | Avignon – Grenoble           |      | 258           | Frans De Mulder   | Raymond Mastrotto            |